# Liceul Romano-Catolic din Târgu Mureș
Liceul Teologic Romano-Catolic „II. Rákóczi Ferenc” (în maghiară II. Rákóczi Ferenc Római Katolikus Teológiai Líceum) este o unitate de învățământ cu predare în limba maghiară din Târgu Mureș, situat în centrul istoric al municipiului și care poartă numele lui Francisc Rákóczi al II-lea, ales regentul Ungariei și principele Transilvaniei de religie romano-catolică la dieta târgumureșeană din 1707⁠(hu)[traduceți]. Potrivit datelor istorice învățământul catolic din oraș exista încă din secolul al XIV-lea, iar predecesorul unității de învățământ a fost înființat în 1702 de către iezuiți. Complexul de clădiri folosit de liceu a fost construit în stil eclectic cu elemente seccesioniste în două etape între anii 1903-1908 după planurile arhitectului Albert Kálmán Kőrössy⁠(hu)[traduceți].

## Denumire
Instituția de învățământ romano-catolic din Târgu Mureș a avut multiple denumiri în timpul funcționării sale. În sistemul de educație habsburgic și austro-ungar se numea Gimnaziul Romano-Catolic, gimnaziul fiind în limbile germană și maghiară echivalentul termenului de liceu. Deci sub denumirea de gimnaziu nu se înțelege o școală de cultură generală care este precedată de școală primară și succedată de liceu, așa cum se definește în prezent, în România. După 1919 a primit oficial titulatura de liceu, iar din 1940 a funcționat sub numele de Colegiul Național Romano-Catolic „II. Rákóczi Ferenc”. În 2014 a fost reînființat sub numele de Liceul Teologic Romano-Catolic. Deoarece actul de înființare a fost anulat definitiv de instanță, în 2018 prin ordonanță ministerială a fost înființat Liceul Teologic Romano-Catolic „II. Rákóczi Ferenc”.
Francisc Rákóczi al II-lea a fost un nobil romano-catolic, principe regent al Regatului Ungariei și principe al Transilvaniei. Între 1703 și 1711 a condus Răscoala Curuților împotriva dominației habsburgice. A fost învestit în mod festiv ca principe al Transilvaniei în 5 aprilie 1707 la Târgu Mureș. Cultul domnitorului se poate remarca la nivel local prin amplasarea primului său bust în 1907, reamplasată în 2004 pe Bulevardul Cetății, și în denumirea liceului romano-catolic.

## Istoric

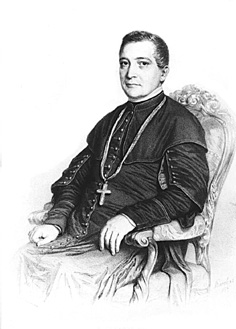
Din averea episcopului Mihály Fogarassy a fost construită în 1890 clădirea în care au fost mutate clasele de fete

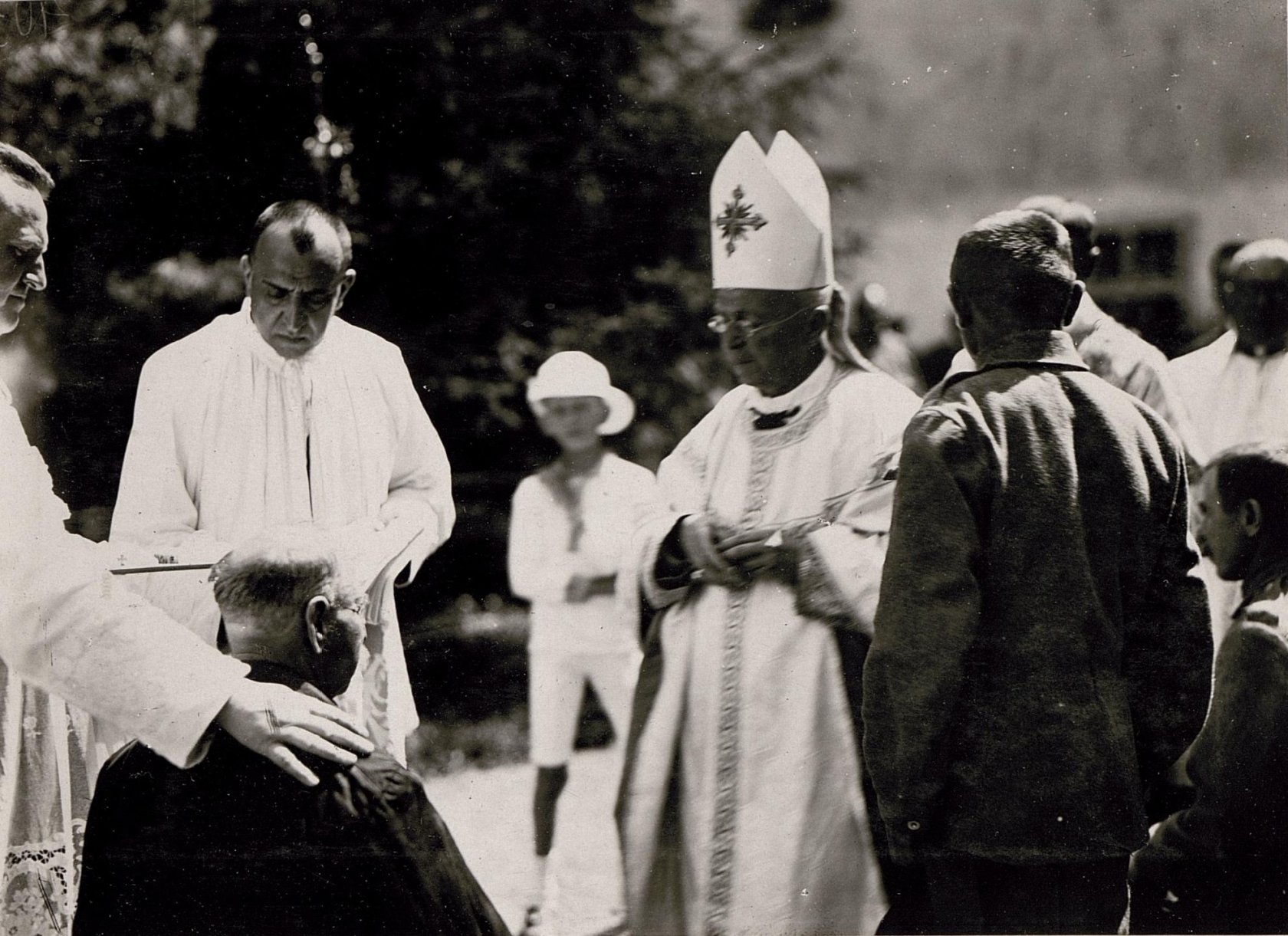
Șantierul clădirii gimnaziului de băieți era vizitat în mod regulat de episcopul Gusztáv Károly Majláth

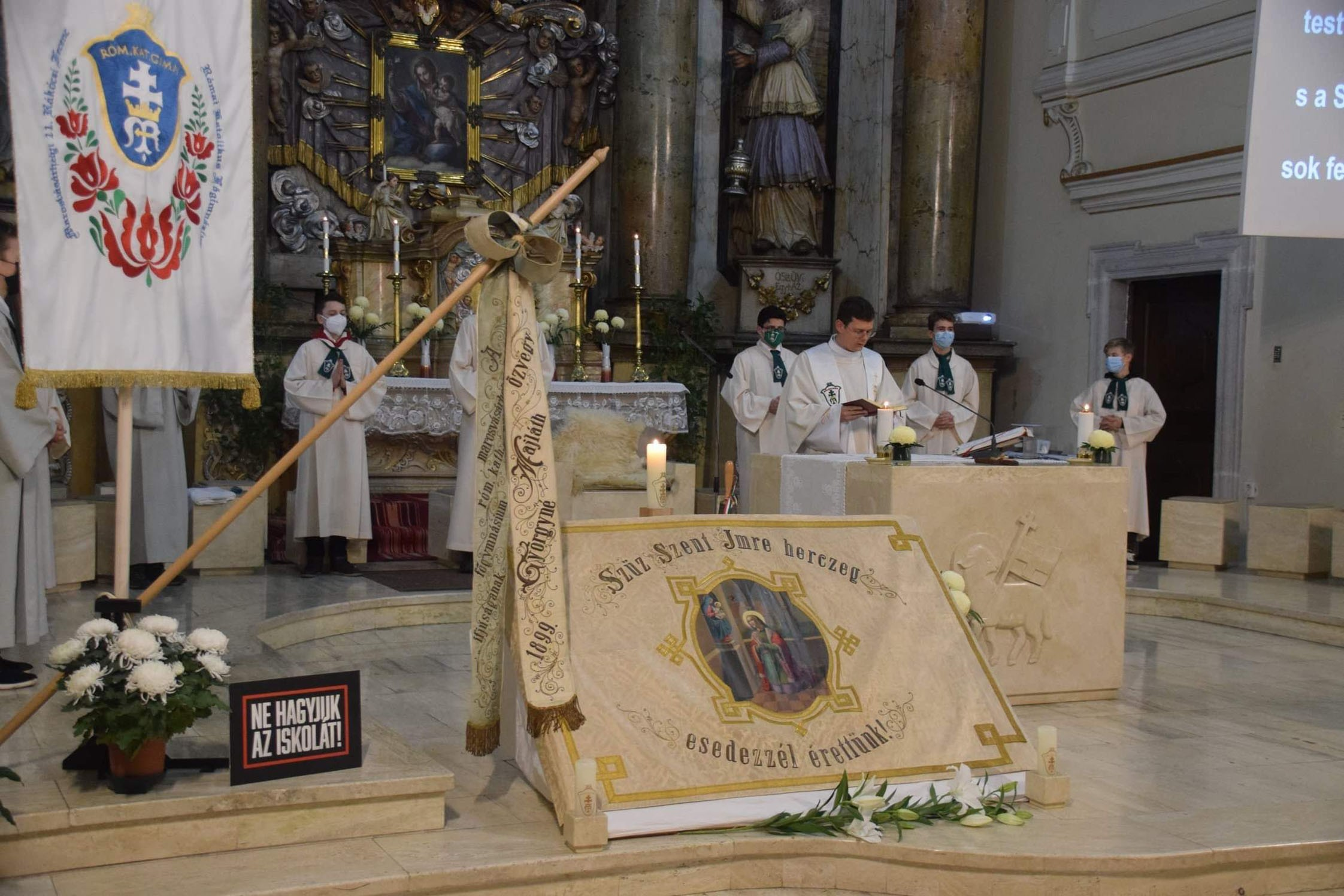
Steagul gimnaziului, donația contesei Györgyné Majláth din secolul al XIX-lea

În municipiul Târgu Mureș, școala confesională romano-catolică are un trecut de mai multe secole. În perioada premergătoare marii reforme religioase și apariția protestantismului, a existat deja în oraș o școală confesională. La începutul secolului al XIII-lea, s-au așezat aici călugării dominicani, urmați de cei franciscani care, conform documentelor păstrate, s-au stabilit în anul 1316 la Târgu Mureș. În 1525, trăiau deja în mănăstirea orașului 13 călugări, dintre care unii dețineau și funcția de profesor în școala călugărească.

### Secolele al XVIII-lea și al XIX-lea
Predecesorul unității de învățământ a fost înființat în 1702 de către iezuiți ca școală elementară, apoi în 1708, a devenit liceu. În 1732, s-a mutat în Casa cu Arcade, unde a funcționat pentru aproape două secole.
Pe parcursul secolului al XIX-lea s-a formulat dorința de a construi o nouă clădire pentru școlarizarea elevilor. După o serie de proiecte concepute, a fost de importanță majoră inițiativa Statusului Romano-Catolic din Transilvania care, primind acordul episcopatului, a inițiat înființarea în marile orașe transilvane școli de renume. Astfel, paralel cu edificările din Brașov, Miercurea Ciuc, Cluj, Odorheiu Secuiesc, Alba Iulia, și în Târgu Mureș s-a construit un nou imobil.

### Secolul al XX-lea
În 1905 s-a mutat gimnaziul în clădirea de pe strada Klastrom (în prezent str. Mihai Viteazul) din Târgu Mureș. Clădirea principală a Liceului Romano-Catolic a fost construită în stil eclectic cu elemente seccesioniste între anii 1903-1905 după planurile arhitectului Albert Kálmán Kőrössy⁠(hu)[traduceți] din Budapesta. Clădirea mică, numită Tanoda, cu două etaje cu fațada spre strada Mihai Viteazul a fost construită în 1908 în stil asemănător cu destinație de internat pentru băieți.
În timpul Primului Război Mondial clasele liceului romano-catolic au fost mutate în Colegiul Reformat, iar clădirea a fost transformată în spital militar. În urma reformei agrară începută în 1918 în România, proprietățile bisericii romano-catolice au fost expropriate fără compensare din partea statului. Totodată, în perioada interbelică, școala confesională romano-catolică, conform legislației educaționale nu mai beneficia de buget de stat. Acest fapt a condus la probleme financiare legate de funcționarea școlilor aflate în proprietea bisericii. Cele opt clase liceale au fost menținute până în 1934 cu ajutorul foștilor absolvenți și donațiile localnicilor, iar din 1934 în locul claselor din ciclul superior a fost mutată Școala de Învățători din Șumuleu Ciuc. Această instituție a funcționat în această clădire până în 1941. Din acest an, școala confesională romano-catolică și-a recăpătat statutul de gimnaziu cu opt clase, păstrând acest statut și după Al Doilea Război Mondial.
Învățământul s-a suspendat temporar în 1944 și în clădire a fosta amenajată un spital militar. Cu anul școlar 1944/1945 s-a reluat educația în instituție. În 1948, din cauza naționalizării instituțiilor de educație aflate în proprietatea cultelor religioase din România, Liceul Romano-Catolic din Târgu Mureș a fost transformat în liceu de stat pentru fete și a funcționat sub numele de Liceul Maghiar de Fete. În anul 1962 au fost mutate în liceu clase cu limba de predare în română. După desființarea Regiunii Autonome Maghiare în anul 1968 numele liceului a fost schimbat în Liceul Unirea.

### Secolul al XXI-lea
După o perioadă de 56 de ani, în anul 2004, clădirea școlii confesionale a fost retrocedată Bisericii Romano-Catolice. Decizia a fost atacată de primarul Dorin Florea în contencios administrativ decizia de retrocedare. Instanțele de judecată au dat câștig de cauză proprietarului. În anii premergători a început deja demersurile de reorganizare a propriei școli vocaționale în propria clădire. Aceste clase liceale, cu profil teologic, filieră vocațională, până la urmă, din anul școlar 2004/2005, au ajuns să fie găzduite, școlarizate de Liceul Teoretic „Bolyai Farkas” din Târgu Mureș. În vederea reorganizării Liceului Teologic Romano-Catolic „II. Rákóczi Ferenc”, având în vedere dorința comunității locale, pentru a onora această dorință, Arhiepiscopia Romano-Catolică de Alba Iulia, prin Fundația Statusul Romano-Catolic din Transilvania, a depus pentru prima dată o solicitare atât la Inspectoratul Școlar Județean Mureș, cât și la Primăria Târgu Mureș, în ianuarie 2014. Inițiativele din partea comunității romano-catolice, a părinților, a bisericii s-au soldat cu eșec ori au avut viață scurtă, înființarea Liceului Teologic Romano-Catolic „II. Rákóczi Ferenc” realizând până la urmă în august 2018, prin acordarea autorizației de funcționare pentru nivel primar, gimnazial și liceal, prin OMEN nr. 432009.08.2018, liceul funcționând în imobilului școlar din str. Mihai Viteazul nr. 15, administrat de Fundația Statusul Romano-Catolic din Transilvania, oferit ca sediu pentru activități instructiv educative, cu titlu de gratuitate pe toată perioada existenței unității de învățământ nou înființate sub denumirea Liceul Teologic Romano-Catolic ”II. Rákóczi Ferenc” din Târgu Mureș.
Ordonanța din 2018 a fost atacată de grupări naționaliste românești, si a fost definitiv anulată în mai 2022 de către Înalta Curte de Casație și Justiție, care a dispus închiderea școlii.

## Clădiri

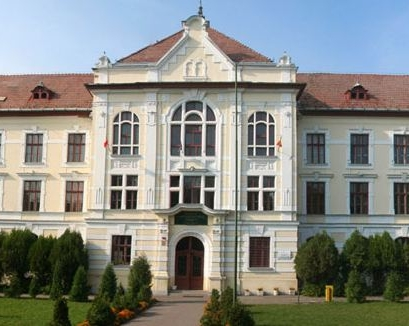
Clasele romano-catolice și-au revenit în vechea clădire în 2015

Existența școlilor catolice din Târgu Mureș sunt menționate încă de la începutul secolului al XIV-lea, dar au încetat activitatea după Reforma Protestantă. Așezământul instructiv-educativ protestant numit Schola Particula și-a deschis poarta în anul 1557 într-o clădire aflată în imediata apropiere a Bisericii reformate din Cetate. Catolicismul și-a revenit în orașul reformat Târgu Mureș odată cu stabilirea iezuiților în 1702. În acest an călugării au pornit învățământ elementar în Casa Boér de pe piața principală, care a fost completat în 1708 cu clase de liceu (așa-zisele clase de gramatică). În 1712, cu sprijinul guvernatorului provincial Gábor Hevenesi și al mai multor proprietari bogați, au construit o clădire proprie pentru școala catolică, dar aceasta a fost demolată în 1728, când a fost edificată Biserica Sfântul Ioan Botezătorul. Instituția mixtă s-a mutat apoi în Casa Lugosi, apoi în 1732 în Casa cu Arcade. În 1783, o parte din băieți a fost transferat la mănăstirea franciscană, iar în 1890, fetele au fost transferate în clădire nouă, la Școala de Fete Sancta Maria. Complexul școlar, care cuprinde o clădire principală, clădirea „Tanoda” și sala sportivă, a fost edificată între 1903-1908.Reînființarea liceului romano-catolic a fost precedată de înființarea în anul școlar 2004/2005 de clase liceale, cu profil teologic romano-catolică, filieră vocațională în Liceul Teoretic „Bolyai Farkas” din Târgu Mureș.

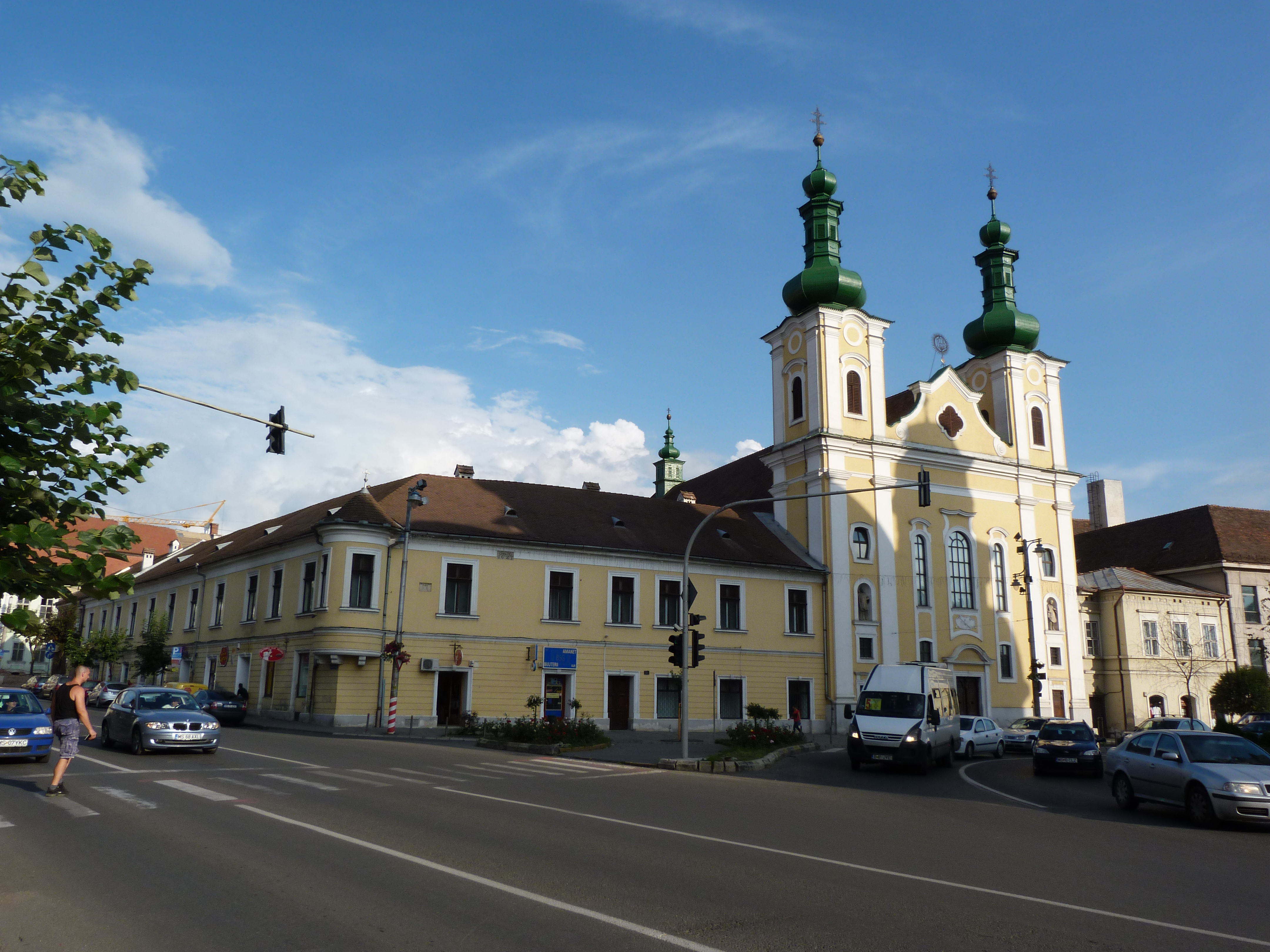
În locul Casei Boér s-a construit mănăstirea iezuită (stânga). Casa Lugosi s-a demolat în 1877 și s-a construit o nouă clădire cu etaj, care se află în perezent pe Piața Trandafirilor, nr. 59 (dreapta)
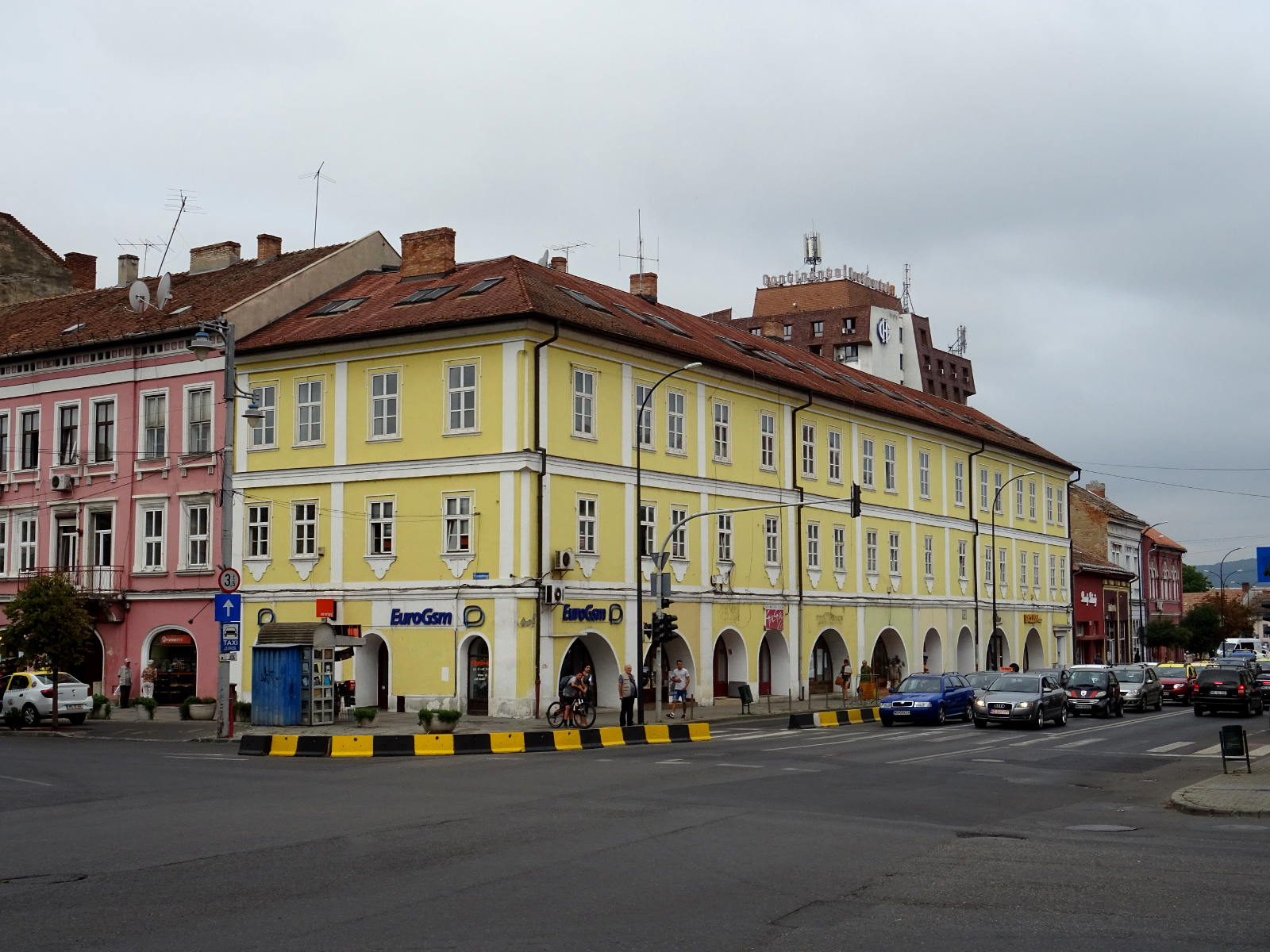
Din 1732 liceul a funcționat în Casa cu Arcade
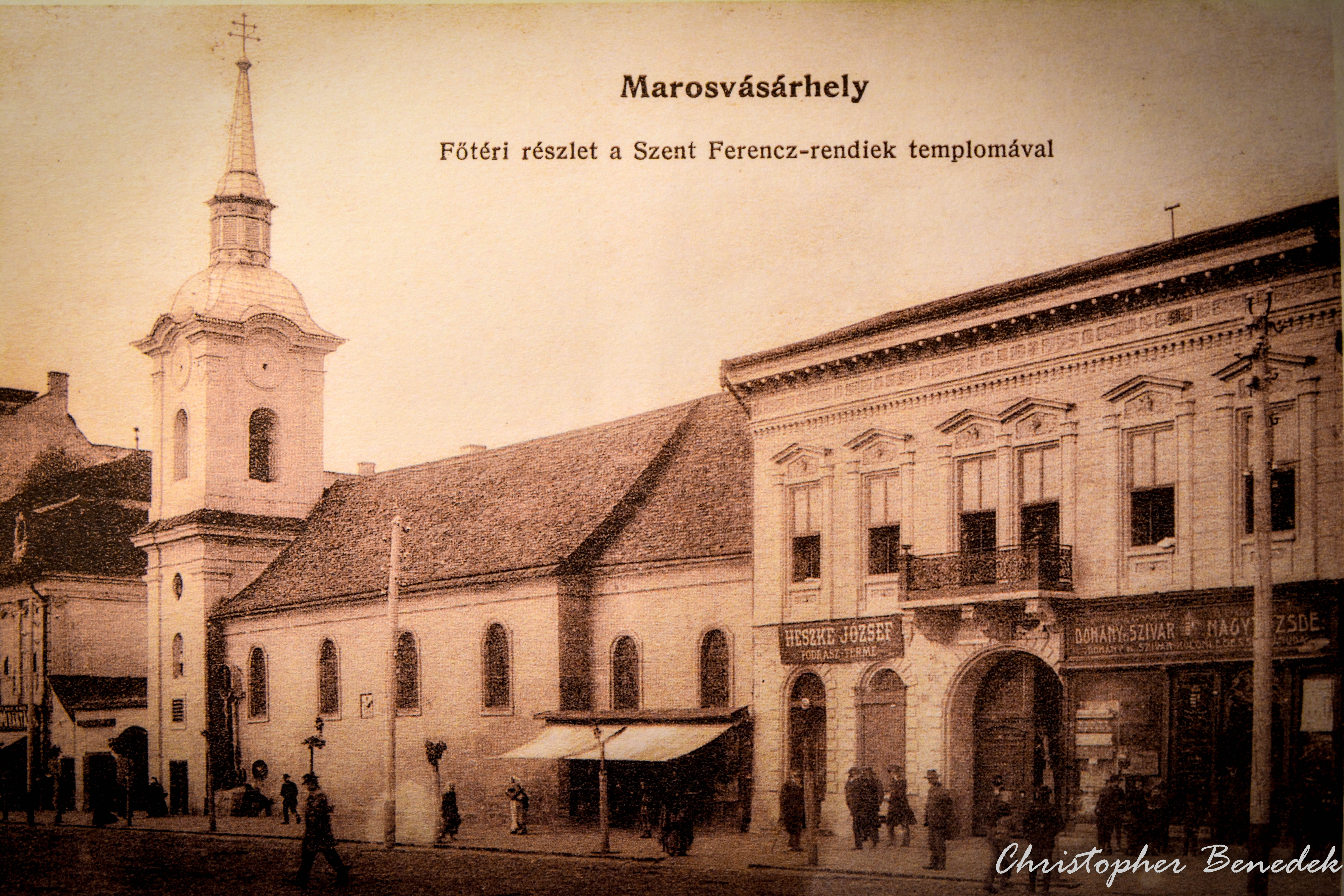
O parte dintre băieți au fost mutați în 1783 în mănăstirea franciscană
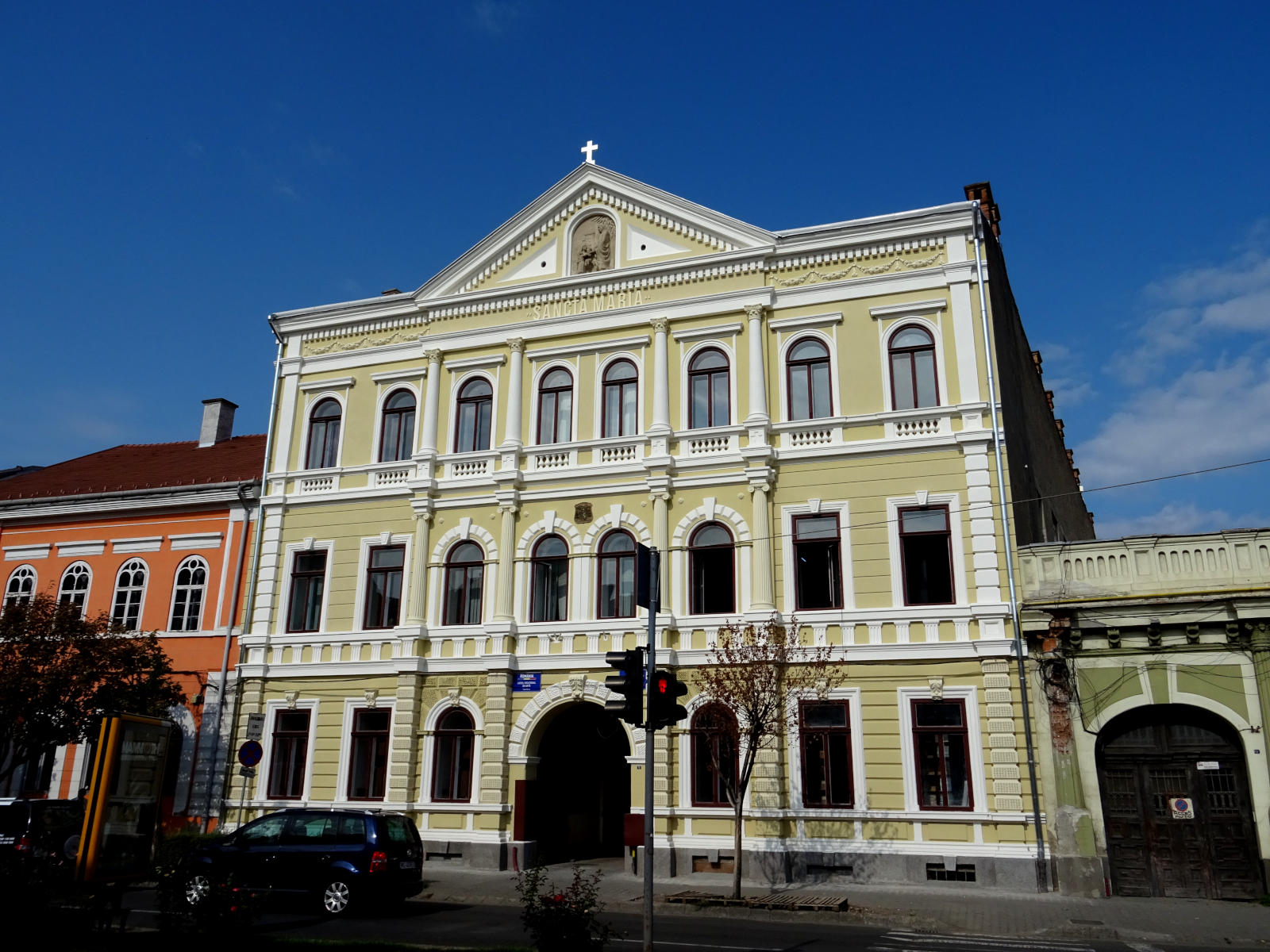
În 1892 clasele de fete au fost mutate într-o clădire nouă
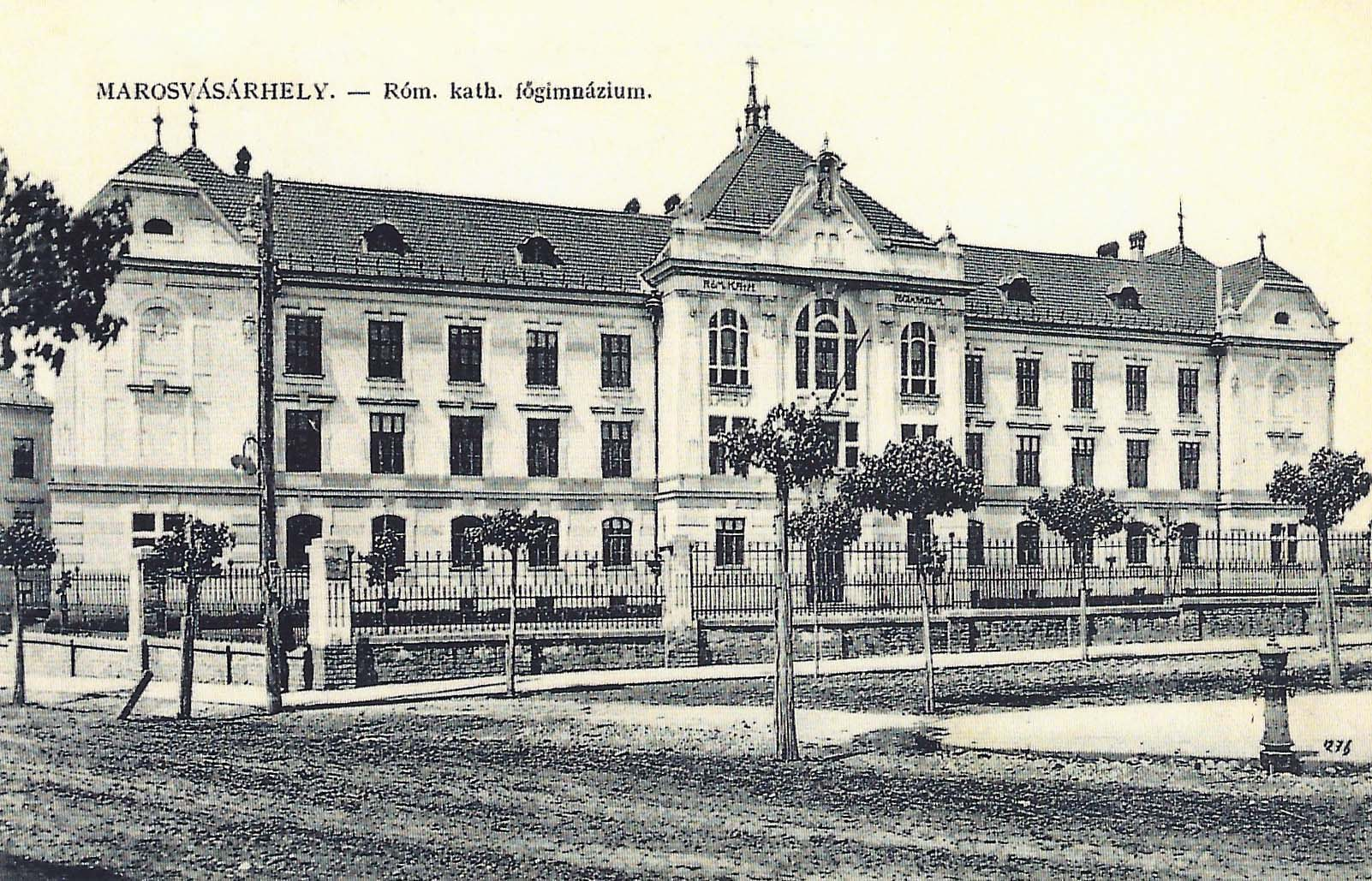
În 1905 liceul a fost mutat în clădirea de astăzi
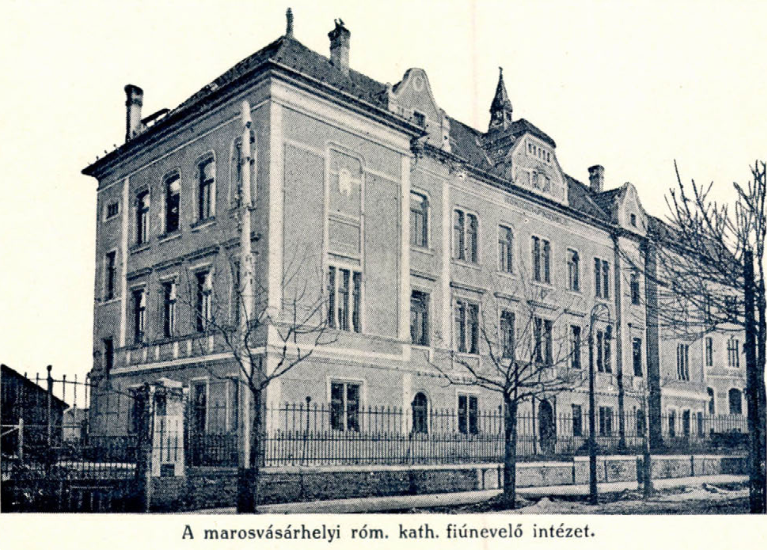
În 1908 a fost inagurat clădirea mică „Tanoda” sau „Fiúnevelő Intézet”
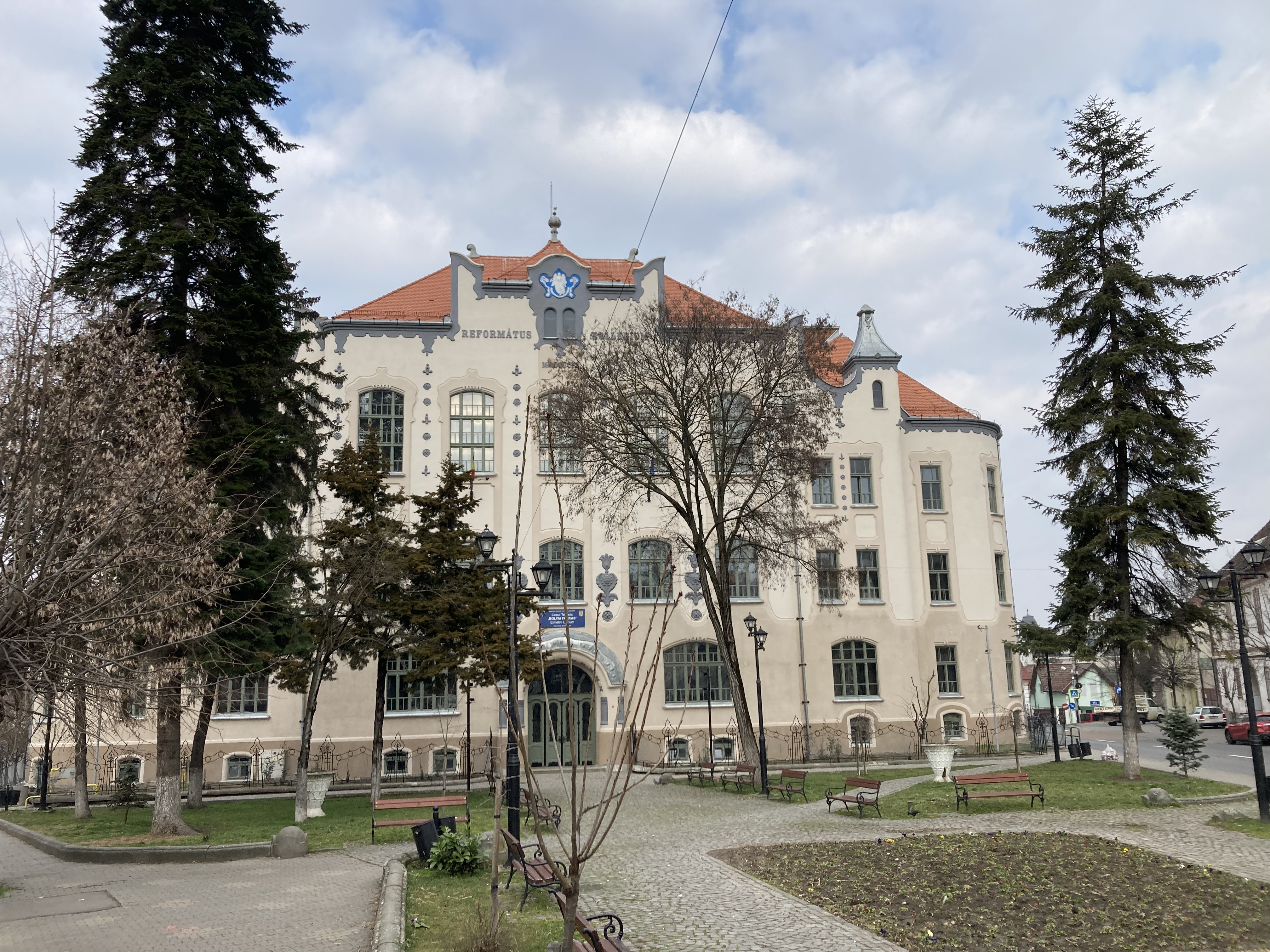
Învățământul liceal romano-catolic s-a repornit în Liceul Bolyai în anul 2004

## Profesori renumiți
- Ferenc Baer, profesor de educație fizică, maestru în scrimă
- Antal Balás (1834-1903), preot, profesor de teologie și istorie[15]
- József Balogh⁠(hu)[traduceți] (1701-1756), preot iezuit, profesorul liceului între 1747-1756[16]
- Márton Bors⁠(hu)[traduceți] (?-1809), absolventul seminarului din Buda, protopop romano-catolic, profesorul liceului între 1784-1792[16]
- József Cserey⁠(hu)[traduceți] (?-1815), preot iezuit, profesor, canonic de Alba Iulia între 1794-1815
- Dénes György⁠(hu)[traduceți] {1887-1983), profesor de limba și literatură maghiară, limba latină și istorie, redactor[17]
- dr. István Jablonkay⁠(hu)[traduceți] (1913-2000), profesor de biologie și geografie, profesor universitar la Institutul de Medicină și Farmacie din Târgu Mureș, fondatorul Disciplinei de Botanică Farmaceutică la Facultatea de Farmacie și Grădinii Botanice din campusul universitar
- Pál Marthy (1880-1936), profesor de desen și muzică, absolventul Universității de Arte Plastice din Budapesta, fratele primarului Ferenc Márthy (1917-1919)[18]
- Ferenc Monay (1878-1960), profesor, traducător, redactor[19]
- Kálmán Petres⁠(hu)[traduceți] (1887-1927), profesor de limba și literatura maghiară, director adjunct la internat, din 1911 a devenit profesor la Liceul Romano-Catolic de Fete „Marianum” din Cluj⁠(hu)[traduceți] unde a ocupat funcția de director între 1911-1923
- Géza Rettegi (1859-1925), preot romano-catolic, directorul liceului mutat în noua clădire[20]
- Farkas Száva (1826-1891), jurist, vice-secretarul Scaunului Mureș, specialist în pomologie, profesor de geografie și istorie naturală între 1862-1884[21][22]
- Zsolt Tamási (1975), istoric, doctor în istorie, profesor de istorie, cadru universitar, directorul liceelor catolice reînființate (2015, 2018), trimis în judecată de DNA în dosarul legat de înființarea liceului teologic (2015)[23]
- Pál Wertán (1859-1941), profesor de istorie și literatură antică [24]

## Absolvenți renumiți
- Endre Antalffy (1877-1958), scriitor, lingvist, orientalist, istoric literar, cunoscut mai ales pentru traducerile sale din limbile arabă, persană, turcă în limbile maghiară și română[25]
- Loránd Gáspár (1925-2019), scriitor, traducător francez de origine maghiară, chirurg[26]
- Géza Gergely⁠(hu)[traduceți] (1926-1999), regizor, scriitor[26]
- Emil Gherasim⁠(hu)[traduceți] (1931-2005), poet, scriitor, traducător, jurnalist[26]
- Iosif Hodoș (1829-1880), istoric, om politic, avocat, publicist
- Iuliu Hossu (1885-1970), episcop greco-catolic de Cluj-Gherla, deținut politic, cardinal, membru de onoare al Academiei Române[27]
- Sándor Kacsó (1901-1984), scriitor, publicist, eseist și jurnalist[26]
- Géza Kozma⁠(hu)[traduceți] (1902-1986), compozitor, dirijor, directorul Liceului de Artă din Târgu Mureș[26]
- Ernő Krón⁠(hu)[traduceți] (1924-2021), legător de cărți, actor păpușar între 1952-1976 la Teatrul Ariel
- László Mikó⁠(hu)[traduceți] (1897-1983), jurist, economist, om politic, deținut politic între 1957-1964[26]
- Mihály Heinrich Péter⁠(hu)[traduceți] (1929-2024), medic primar, profesor universitar, microbiolog, șeful Disciplinei de Microbiologie din Târgu Mureș[26]
- Kálmán Petres⁠(hu)[traduceți] (1887-1927), redactor, poet, profesor de limba și literatura maghiară, directorul Liceului Romano-Catolic de Fete „Marianum” din Cluj⁠(hu)[traduceți]
- Visarion Roman (1833-1885), publicist, om politic[28]
- Alexandru Rusu (1884-1963), primul episcop al Eparhiei Greco-Catolice a Maramureșului, ales în 1946 mitropolit al Bisericii Române Unite cu Roma[29]
- István Salamon (1918-2017), biolog, cercetător la Universitatea Sydney din Australia, absolventul Academiei Agricole Timiryazev⁠(en)[traduceți] din Moscova, veteran de război, participa la Bătălia de la Stalingrad, membrul Cercului Sanctus Emeritus care cerea în 2002 de la Arhidieceza de Alba Iulia reînființarea Liceului Romano-Catolic din Târgu Mureș[30][31]
- Endre Szabó⁠(hu)[traduceți] (1927-1999), farmacist, profesor universitar, cercetător, fizician, doctor în științe medicale[32]
- Endre Szász⁠(en)[traduceți] (1926-2003), grafician, pictor, artist[33]
- István Várterész⁠(hu)[traduceți] (1931-1984), farmacist, monograf
- Tibor Weszely⁠(hu)[traduceți]  (1936-), matematician, profesor universitar, cercetătorul lui János Bolyai[31]
- Attila Zsigmond (1927-1999), grafician, pictor, artist[34]

## Premiul „Rákóczi”
Conducerea Liceului Teologic Romano-Catolic „II. Rákóczi Ferenc” a acordat pentru prima oară în 2019 Premiul „Rákóczi” acelor personalități care au adus o contribuție decisivă la existența unității școalre. Laureații Premiului „Rákóczi” sunt:
- Péter Szijjártó (2019)[35]
- Potápi Árpád János⁠(hu)[traduceți] (2019)[35]
- László Holló (2019)[35]
- Ödön Szabó (2019)[35]
- Szilárd Székely (2019), profesor, director
- Gyöngyvér Márton (2019), președintele Asociației Părinților
- Sándor Bányász (2021), absolventul Liceului Romano-Catolic în 1948, membrul Asociației „Sanctus Emericus”
- Réka Brendus (2021)[35]
- Irén Erzsébet Kovács (2021)[35]
- Dénes Oláh (2021), protopop[35]
- Miklós Soltész⁠(en)[traduceți] (2022)[36]
- György Jakubinyi (2022), arhiepiscop al Arhidiecezei de Alba Iulia

## Sponsori
Între persoanele care au susținut financiar educația elevilor în formă de burse sau care au susținut construirea școlilor romano-catolice din Târgu Mureș se numără:
- Gábor Hevenesi⁠(hu)[traduceți] (1712), preot iezuit, doctor în filozofie și teologie cu 4.200 de florini[37]
- contele Dávid Petki (1712)[37]
- Orașul Liber Regesc Târgu Mureș (1712), cu lemne tăiate din pădurea localității[37]
- Zsuzsanna Bakó (1761)[5]
- contesa Zsófi Jánosné Daniel Haller, cu zeciuiala satului Gănești[5]
- Maria Terezia a Austriei (1778)[5]
- János Tompos (1781)[5]
- György Apostol[5]
- Ioan Bob[5]